# روکومئیکان

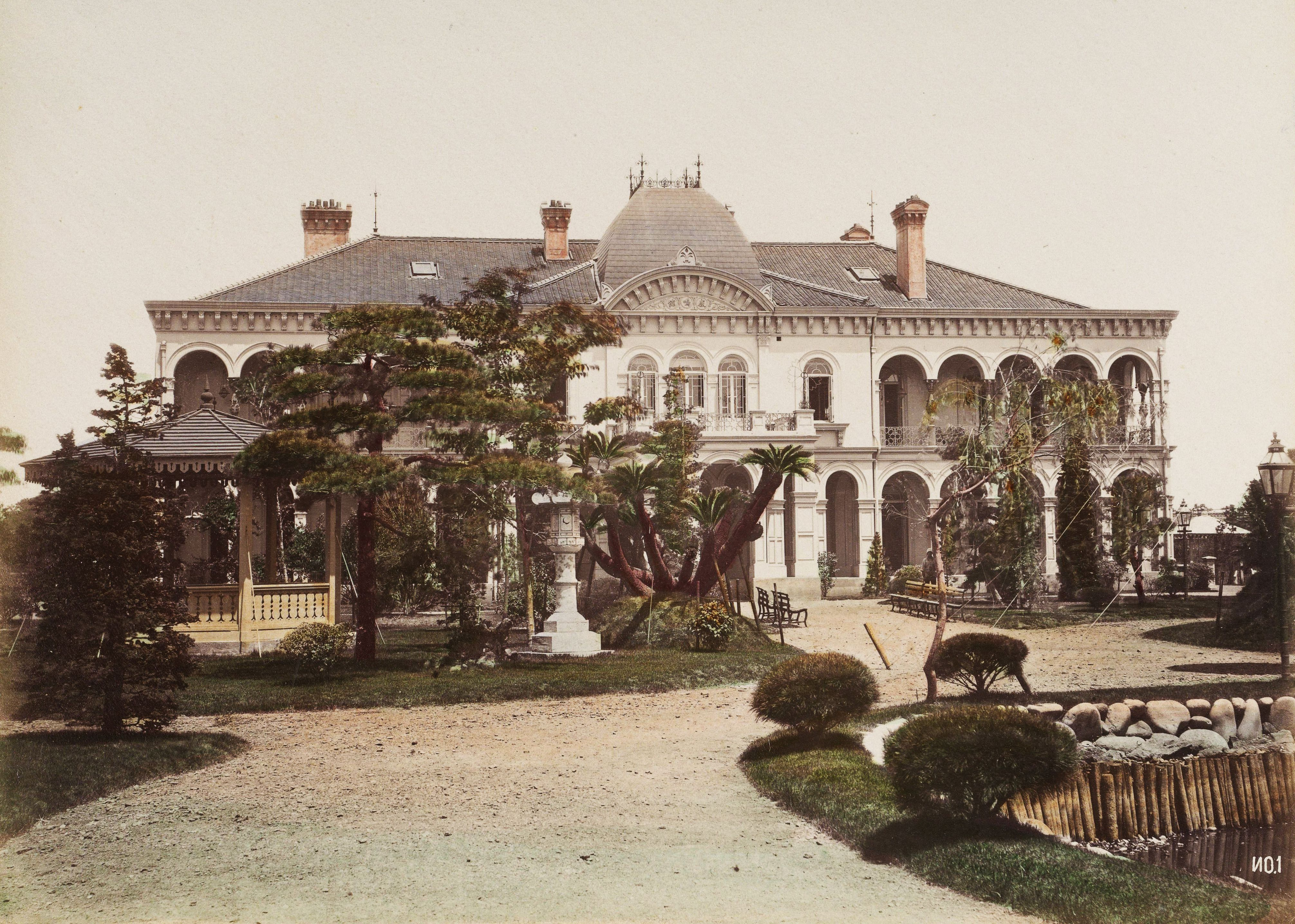

روکومئیکان (انگلیسی: Rokumeikan) یک ساختمان بزرگ دوطبقه در توکیو بود که در سال ۱۸۸۳ تکمیل شده بود. در دوره میجی به نمادی بحث‌برانگیز از غرب زدگی تبدیل شد. وزیر امور خارجه ژاپن، اینواوئه کائورو برای اسکان مهمانان خارجی ساخت این ساختمان را سفارش داد.